# Lucie Castets
Lucie Castets (Caen, 1987) é uma política e funcionária pública francesa. Diretora de finanças da cidade de Paris, foi nomeada em 23 de julho de 2024 como candidata a primeiro-ministro de França desde o sucesso eleitoral da coligação de esquerda, o Nova Frente Popular, após a dissolução da Assembleia Nacional Francesa.